# 德雷塔河
46°17′N 14°54′E / 46.283°N 14.900°E

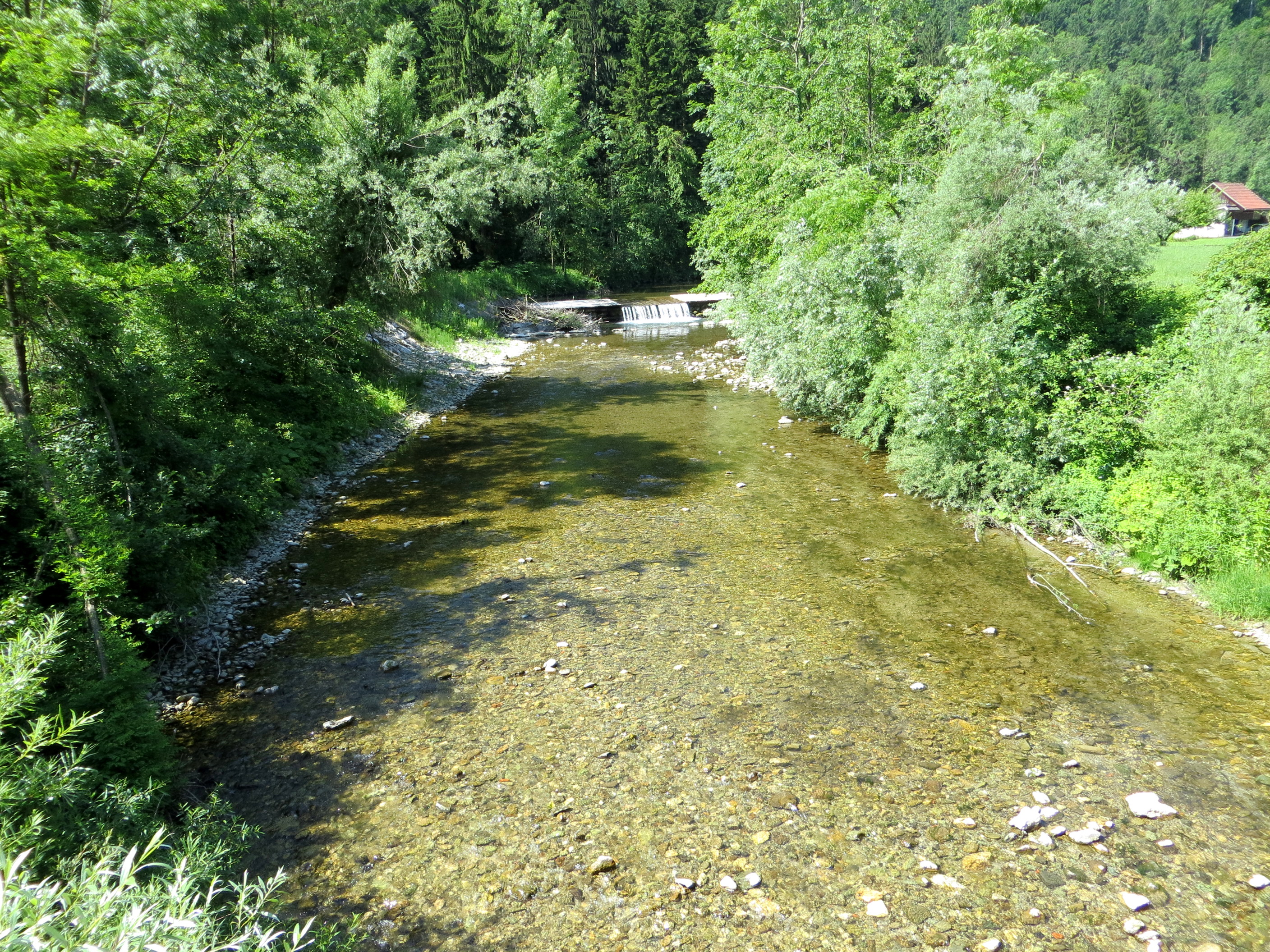

德雷塔河，是斯洛文尼亞的河流，位於該國東北部，處於下施蒂利亞地區，屬於薩維尼亞河的支流，河道全長29公里，流域面積126平方公里。